# بروک، راتلند
بروک (به انگلیسی: Brooke) یک روستا و محله مدنی در بریتانیا است که در راتلند واقع شده‌است. بروک ۲۱۱ نفر جمعیت دارد.